# 이사키오스 2세 앙겔로스
이사키오스 2세 앙겔로스(Ισαάκιος Β' Άγγελος, 1156년 – 1204년)은 동로마 황제로 1185년부터 1195년까지 첫 번째 재위를 하였고 형의 반란으로 퇴위되었다가 1203년부터 1204년까지 복위되어 다시 황제가 되었다. 앙겔로스 왕조의 첫 번째 로마 황제였다.

## 생애
이사키오스는 소아시아의 군사귀족 가문출신으로 아버지는 안드로니쿠스 두카스 앙겔루스였고 어머니는 황제가문의 먼 친척이었다. 그는 황제 안드로니쿠스 1세의 분노를 사서 안드로니쿠스는 그를 죽이려고 심복을 보냈는데 이사키오스가 그 심복을 죽여버렸다. 1185년 9월 안드로니쿠스가 콘스탄티노폴리스를 잠시 비운 틈을 타서 시민들이 반란을 일으켰는데 이사키오스는 그 반란에서 시민들에 의해 황제로 추대되었다.

### 첫 번째 재위
당시 동로마 제국을 침략한 굴리엘모 2세의 시칠리아군은 콘스탄티노폴리스에서 300 km 떨어진 모시노폴리스까지 진격해왔는데 이사키오스는 즉위 즉시 이들을 상대하여 알렉시우스 브라나스를 지휘관으로 임명하여 격퇴하였다. 재위 초기 그는 시칠리아 노르만인을 몰아내고 헝가리 왕 벨러 3세와 협정을 맺고 그의 딸 마르가리타를 황후로 맞았다. 또한 자신의 여동생 테오도라를 몬페라토의 코라도에게 시집보내 제위를 튼튼하게 했다. 1185년에 불가리아에서 반기를 들었고 결국 제2차 불가리아 제국이 세워졌다. 1187년에는 장군 알렉시우스가 반란을 일으켰는데 이사키오스는 매제인 코라도를 시켜 이를 진압하게했다.
1187년 10월 예루살렘이 살라딘의 손에 떨어지자 제3차 십자군이 조직되었다. 1189년 이사키오스는 독일에서 십자군을 이끌고 오는 황제 프리드리히 1세와 긴장상태에 들어갔으나 결국 1190년 2월 아드리아노폴리스에서 조약을 체결하여 프리드리히의 십자군을 보스포루스 해협대신 다르다넬스 해협을 건너 소아시아로 가게 했다.
십자군을 보내고 난 뒤 이사키오스는 불가리아와의 전쟁을 계속했다. 그는 직접 군사를 이끌고 원정에 참여했으나 큰 성과를 내지 못하고 1190년에는 군대를 버리고 혼자 도망치는 수모를 겪기도 했다. 1195년 이사키오스가 다시 한번 불가리아 원정을 준비하는 사이 이사키오스의 형인 알렉시우스 앙겔루스가 동생 황제에게 반란을 일으켜 스스로 황제가 되었다. 이사키오스는 붙잡혀 눈이 뽑히는 벌을 받고 폐위되어 감금되었다.

### 두 번째 재위
이사키오스는 8년동안 감금되어 절치부심 제위의 회복을 노렸다. 1201년 이사키오스의 아들 알렉시우스는 서방으로 가서 아버지 이사키오스의 복위를 위해 노력하다가 제4차 십자군을 콘스탄티노폴리스로 이끌고 오는 데 성공했다. 1203년 7월 십자군은 콘스탄티노폴리스를 장악하고, 그해 8월 1일 이사키오스는 아들과 함께 공동황제로 복위 되었다. 그러나 십자군과 콘스탄티노폴리스 시민들 사이의 알력과 십자군의 횡포로 인해 콘스탄티노폴리스에 폭동이 일어났고 1204년 2월 8일 아들 알렉시우스 4세는 암살되고 그 며칠 뒤 이사키오스도 죽었다. 동로마 제국의 제위는 알렉시우스 3세의 사위인 알렉시우스 무르풀루즈에게 넘어갔으나 결국 십자군에 의해 라틴 제국이 세워졌다.

## 평가
이사키오스는 초기에 시칠리아 군을 물리치고 불가리아와 세르비아 등의 반란을 막는 데 앞장섰으나 별다른 큰 성과를 거두지 못했고 결국 그의 치세에 키프로스, 불가리아, 킬리키아가 제국의 영향력에서 벗어났다. 또한 이사키오스는 조선업 전체를 베네치아 공화국에 위탁해 버리는 결정으로 비진티움 해군의 결정적인 약화를 가져왔다. 내정에서는 관직매매와 뇌물을 주고 방위를 맡기는 부패를 더욱 조장했으며 이 때문에 제국을 건실히 받쳐오던 테마 제도가 유명무실해졌고 결국 동로마 제국의 약화를 더욱 가속화시켰다.

## 가족관계
- 첫 번째 결혼 : 성명미상 (에리나?)
  - 에우포로시네 앙겔리나 : 수녀가 됨
  - 이리니 앙겔리나 : 시칠리아 왕 루지에로 3세와 결혼했다가 슈바벤의 필립과 두 번째 결혼
  - 알렉시우스 4세 앙겔루스 : 1203년 공동황제
- 두 번째 결혼 : 마르가리타 (헝가리 왕 벨러 3세의 딸)
  - 요안니스 앙겔로스 : 헝가리로 건너가 벨러 4세의 가신이 됨
  - 마누엘 앙겔로스